# Cmentarz przy parafii Wniebowzięcia Najświętszej Maryi Panny w Kartuzach
Cmentarz przy parafii Wniebowzięcia Najświętszej Maryi Panny w Kartuzach (też cmentarz przy kolegiacie, cmentarz kolegiacki) – rzymskokatolicki cmentarz parafialny działający przy parafii Wniebowzięcia Najświętszej Maryi Panny w Kartuzach, w powiecie kartuskim, w województwie pomorskim.
Początki cmentarza sięgają XIX wieku. Cmentarz dzieli się na część starą – przy kolegiacie oraz nowszą po drugiej stronie ulicy, która przylega do trzech ulic: Mickiewicza, Wzgórze Wolności i Chmieleńskiej. Nowsza część cmentarza została wytyczona w latach 30. XX wieku. Stara część cmentarza przy kolegiacie nazywana bywa także dolną.
Na cmentarzu znajduje się między innymi zbiorowa mogiła kartuzian i okolicznych mieszkańców zamordowanych w czasie II wojny światowej, a także mogiła nieznanych żołnierzy poległych w 1939 r. Na cmentarzu znajduje się także kwatera Sióstr Miłosierdzia św. Wincentego a Paulo. 
Cmentarz jest też miejscem spoczynku miejscowych duchownych w tym ks. kanonika Jerzego Reglińskiego i kartuskiego proboszcza Franciszka Żura.

## Znane osoby pochowane na cmentarzu
- Jan Belina (1890–1948) – polski magister prawa, starosta kartuski w latach 1937–1939, kawaler Krzyża Virtuti Militari[10]
- Leon Brylowski (1928–2015) – kaszubski działacz społeczny i samorządowy, pedagog, nauczyciel, dyrektor szkół, regionalista[11]
- Bernard Hinz (1943–2018) – działacz kaszubski i harcerski[12]
- Henryk Kotowski (1909–1981) – lekarz, malarz, działacz społeczny i kaszubski[13][14]
- Teodora Kropidłowska (1879–1931) – kaszubska pisarka, poetka i działaczka społeczna[15]
- Franciszek Kwidziński (1935–2019) – polski regionalista i działacz kulturalny, wieloletni kierownik Regionalnego Zespołu Pieśni i Tańca „Kaszuby”, Honorowy Obywatel Kartuz[16]
- Aleksander Majkowski (1876–1938) – kaszubski pisarz, dziennikarz, poeta i dramaturg, przywódca Towarzystwa Młodokaszubów, prezes Zrzeszenia Regionalnego Kaszubów, działacz społeczny, kulturalny, polityczny, doktor medycyny i lekarz[17]
- Henryk Ormiński (1928–2005) – polski duchowny rzymskokatolicki, ks. prałat dr, autor publikacji[18][19]
- Grażyna Pytka (1954–1971) – polska poetka[20][21]
- Kazimierz Raepke (1936–1997) – polski duchowny rzymskokatolicki, ksiądz proboszcz, autor publikacji, laureat Medalu Stolema[22][23]
- Jan Rompski (1913–1969) – kaszubski poeta, działacz i etnograf[4]
- Paweł Teichert (1859–1932) – niemiecki duchowny rzymskokatolicki, profesor i dyrektor gimnazjum biskupiego w Peplinie, organizator i profesor polskiego gimnazjum w Kartuzach[potrzebny przypis]